# 臍フェティシズム

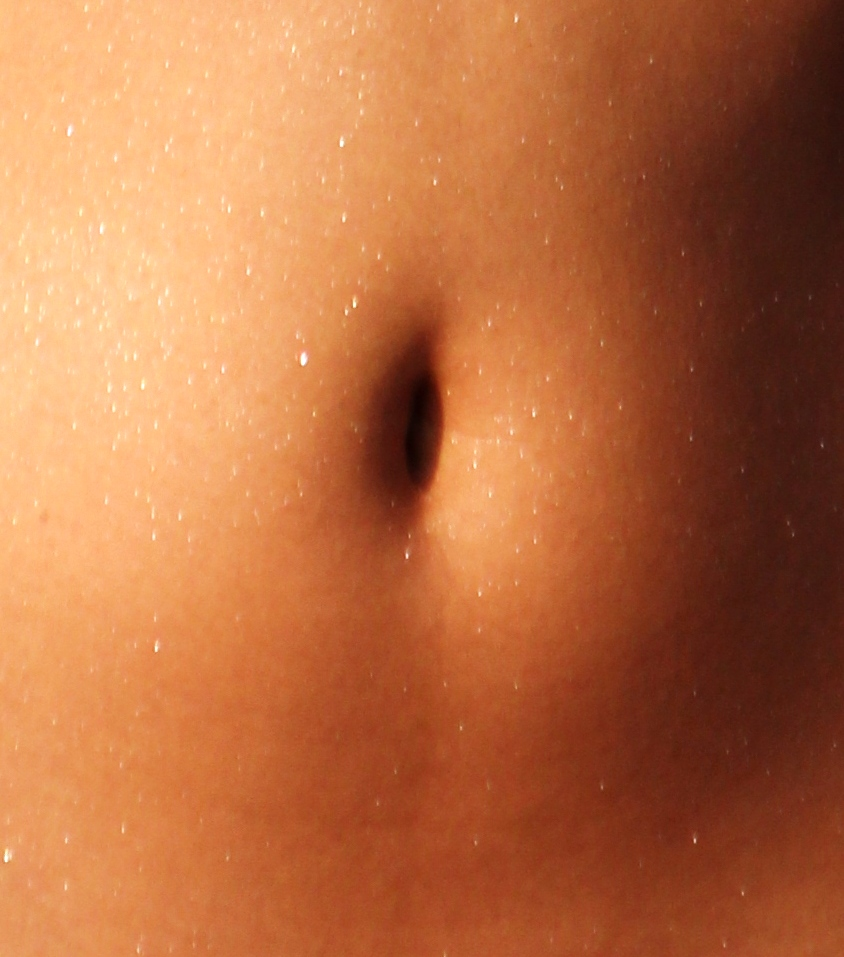
女性の臍の拡大写真

臍フェティシズム（へそフェティシズム、英: Navel fetishism）とは、パートナーの臍部に性的興奮を覚えるフェティシズムの一種である。
ある研究によると、それは個人の間で適度に一般的なフェチであることが判明している 。また、2012年には、世界で毎月平均してGoogleで2番目に人気のあるフェチ検索となった。